# 長良川大橋
長良川大橋（ながらがわおおはし）は、岐阜県海津市と愛知県愛西市を結ぶ、長良川にかかる愛知県道・岐阜県道・三重県道125号佐屋多度線の橋である。
木曽川の立田大橋、揖斐川の油島大橋とともに、愛知県、岐阜県、三重県の三県共同で同県道の一部として建設されたもので、3つの橋の中で最後に完成、これにより愛知県側の国道155号線から三重側の国道258号線間5.8 kmが接続された。
愛知県、三重県方面から木曽三川公園（木曽三川公園センター）へのアクセス道路である。

## 概要
- 供用開始：1987年（昭和62年）
- 延長：471.5 m
- 幅員：7 m
- 橋梁形式：鋼ローゼ橋
- 所在地：愛知県愛西市立田町福原 - 岐阜県海津市海津町油島

## 歴史
かつてこの地には、福原渡船という渡し船が運航されていたが、1946年（昭和21年）ころ廃止された。
- 1987年（昭和62年）1月17日 - 開通。
- 2004年（平成16年） - 愛知県側の188m区間を、1.5m拡張。

## 沿線
立田大橋西交差点で愛知県道168号立田長島インター線に交差する。
長良川大橋西交差点で岐阜県道23号北方多度線と岐阜県道106号桑名海津線に交差する。
- 木曽三川公園（木曽三川公園センター、東海広場）
- 千本松原
- 治水神社

## 関連画像

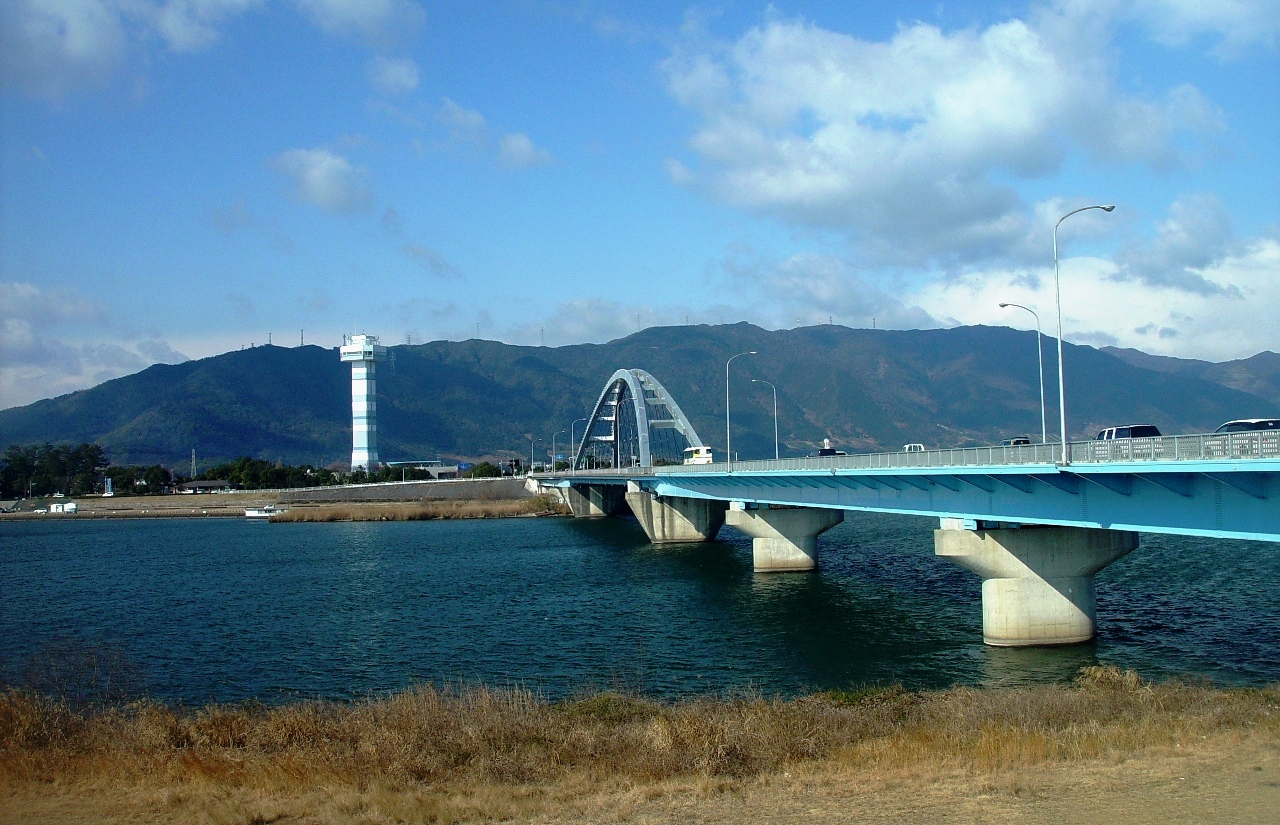
長良川左岸の南側から望む 長良川大橋と多度山
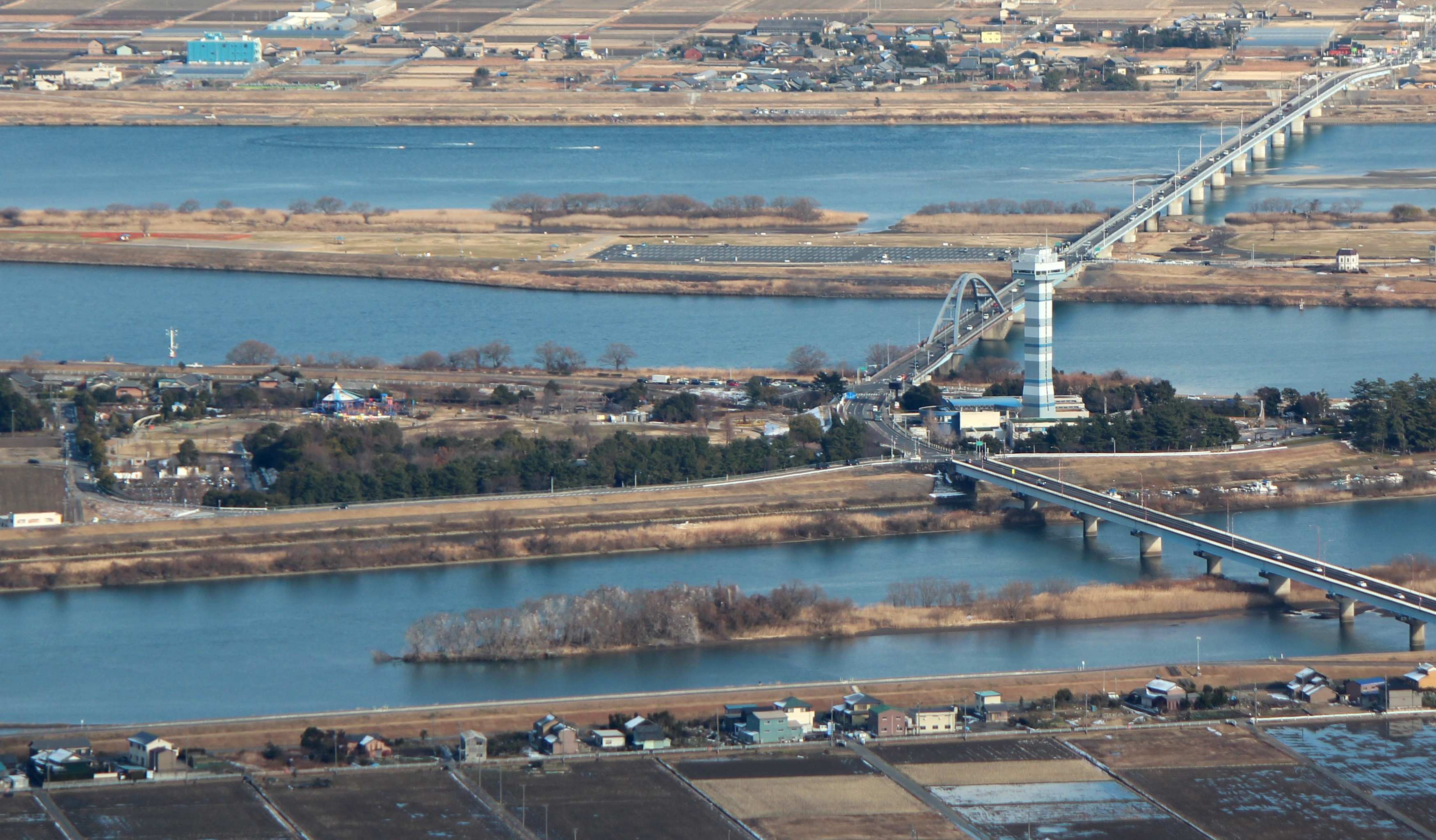
多度山から望む木曽三川に架かる橋 手前から油島大橋 - 長良川大橋 - 立田大橋